# Eduardo Brock
Eduardo Schroder Brock (Arroio do Meio, Brasil; 6 de mayo de 1991) es un futbolista brasileño. Juega de defensa y su equipo actual es el Avaí FC de la Serie B.

## Trayectoria
Formado en las inferiores del Grêmio, Brock comenzó su carrera como senior en 2012 en clubes amateur de Río Grande del Sur.
En noviembre de 2017, Brock firmó en el Goiás de la Serie B.
En febrero de 2021, el defensor se incorporó al Cruzeiro. Formó parte del plantel que ganó la Serie B de 2022.
De cara a la temporada 2023, Brock fichó en el Cerro Porteño de Paraguay.

## Estadísticas
Actualizado al último partido disputado el 20 de abril de 2024.
| Club                       | Div.          | Temporada     | Liga  | Liga  | Estatal | Estatal | Copas nacionales | Copas nacionales | Copas internacionales | Copas internacionales | Total | Total |
| Club                       | Div.          | Temporada     | Part. | Goles | Part.   | Goles   | Part.            | Goles            | Part.                 | Goles                 | Part. | Goles |
| -------------------------- | ------------- | ------------- | ----- | ----- | ------- | ------- | ---------------- | ---------------- | --------------------- | --------------------- | ----- | ----- |
| Canoas · Brasil            | Es.           | 2012          | —     | —     | 2       | 0       | —                | —                | —                     | —                     | 2     | 0     |
| Canoas · Brasil            | Total club    | Total club    | 0     | 0     | 2       | 0       | 0                | 0                | 0                     | 0                     | 2     | 0     |
| Juventude · Brasil         | Es.           | 2013          | —     | —     | 5       | 0       | —                | —                | —                     | —                     | 5     | 0     |
| Juventude · Brasil         | Total club    | Total club    | 0     | 0     | 5       | 0       | 0                | 0                | 0                     | 0                     | 5     | 0     |
| Aimoré · Brasil            | Es.           | 2014          | —     | —     | 9       | 0       | —                | —                | —                     | —                     | 9     | 0     |
| Aimoré · Brasil            | Total club    | Total club    | 0     | 0     | 9       | 0       | 0                | 0                | 0                     | 0                     | 9     | 0     |
| Brasil de Pelotas · Brasil | 4.ª           | 2014          | 2     | 0     | —       | —       | —                | —                | —                     | —                     | 2     | 0     |
| Brasil de Pelotas · Brasil | 3.ª           | 2015          | 5     | 1     | 11      | 0       | —                | —                | —                     | —                     | 16    | 1     |
| Brasil de Pelotas · Brasil | 2.ª           | 2016          | 10    | 0     | 7       | 1       | 2                | 0                | —                     | —                     | 19    | 1     |
| Brasil de Pelotas · Brasil | Total club    | Total club    | 17    | 1     | 18      | 1       | 2                | 0                | 0                     | 0                     | 37    | 2     |
| Paraná · Brasil            | 2.ª           | 2017          | 37    | 1     | 12      | 0       | 8                | 1                | —                     | —                     | 57    | 2     |
| Paraná · Brasil            | Total club    | Total club    | 37    | 1     | 12      | 0       | 8                | 1                | 0                     | 0                     | 57    | 2     |
| Goiás · Brasil             | 2.ª           | 2018          | 5     | 0     | 14      | 2       | 8                | 0                | —                     | —                     | 27    | 2     |
| Goiás · Brasil             | Total club    | Total club    | 5     | 0     | 14      | 2       | 8                | 0                | 0                     | 0                     | 27    | 2     |
| Ceará · Brasil             | 1.ª           | 2018          | 8     | 0     | —       | —       | —                | —                | —                     | —                     | 8     | 0     |
| Ceará · Brasil             | 1.ª           | 2019          | 9     | 0     | 8       | 0       | 1                | 0                | —                     | —                     | 18    | 0     |
| Ceará · Brasil             | 1.ª           | 2020          | 7     | 1     | 5       | 0       | 3                | 0                | —                     | —                     | 15    | 1     |
| Ceará · Brasil             | Total club    | Total club    | 29    | 1     | 13      | 0       | 4                | 0                | 0                     | 0                     | 41    | 1     |
| Cruzeiro · Brasil          | 2.ª           | 2021          | 27    | 2     | 4       | 0       | 1                | 0                | —                     | —                     | 32    | 2     |
| Cruzeiro · Brasil          | 2.ª           | 2022          | 33    | 2     | 11      | 1       | 5                | 0                | —                     | —                     | 49    | 3     |
| Cruzeiro · Brasil          | 1.ª           | 2023          | —     | —     | 4       | 0       | —                | —                | —                     | —                     | 4     | 0     |
| Cruzeiro · Brasil          | Total club    | Total club    | 60    | 4     | 19      | 1       | 6                | 0                | 0                     | 0                     | 85    | 5     |
| Cerro Porteño Paraguay     | 1.ª           | 2023          | 25    | 0     | —       | —       | 2                | 0                | 5                     | 0                     | 32    | 0     |
| Cerro Porteño Paraguay     | 1.ª           | 2024          | 4     | 0     | —       | —       | 0                | 0                | 2                     | 0                     | 6     | 0     |
| Cerro Porteño Paraguay     | Total club    | Total club    | 29    | 0     | 0       | 0       | 2                | 0                | 7                     | 0                     | 38    | 0     |
| Total carrera              | Total carrera | Total carrera | 172   | 7     | 92      | 4       | 30               | 1                | 7                     | 0                     | 301   | 12    |

## Palmarés

### Títulos estatales
| Título            | Club  | País            | Año  |
| ----------------- | ----- | --------------- | ---- |
| Campeonato Goiano | Goiás | Goiás           | 2018 |
| Copa do Nordeste  | Goiás | Región Nordeste | 2020 |

### Títulos nacionales
| Título  | Club     | País   | Año  |
| ------- | -------- | ------ | ---- |
| Serie B | Cruzeiro | Brasil | 2022 |